# Paracercion dorothea
Paracercion dorothea – gatunek ważki z rodziny łątkowatych (Coenagrionidae). Endemit prowincji Junnan w południowych Chinach.
Gatunek ten opisał Frederic Charles Fraser w 1924 roku, nadając mu nazwę Coenagrion dorothea. W 2011 roku Yu i Bu przenieśli gatunek do rodzaju Paracercion, a także uznali taksony Paracercion impar i Cercion yunnanensis za jego młodsze synonimy.